# Oberer Totpunkt
Oberer Totpunkt ist ein deutschsprachiges, elektronisches Musikprojekt aus Hamburg.

## Stil

### Musik
Oberer Totpunkt verbindet Dark Rock, trashigen Aggrotech mit „German Spoken Words“ Während die Musik sich am Minimal Electro orientiert treten an die Stelle von Gesang Rezitationen einer apokalyptischen Lyrik durch Frontfrau Bettina Bormann.
Von ihrem Label Danse Macabre wird Oberer Totpunkt als Vertreter der Neuen Deutschen Todeskunst vermarktet, die auch von Musikjournalisten als ein Einflussfaktor, insbesondere durch den gesprochenen Textvortrag, ausgemacht wird. Als weitere Einflüsse werden unter anderem EBM, die Musik Richard Wagners und Drum and Bass benannt. Auf der CD Erde Ruft befindet sich auch ein Hip-Hop-Stück. Neben elektronischen verwendet die Band auch akustische Instrumente. Bettina Bormann setzt live seit 2007 ein Moog-Theremin ein, dass auch bei einigen Studioalben zu hören ist.

### Texte
Alle OT-Alben sind Konzeptalben, die sich in textlicher und musikalischer Umsetzung und Gestaltung einem Thema widmen. Themenschwerpunkte lagen bei den ersten beiden Alben in den Bereichen Presseberichterstattung und Religion. Für das dritte Album Stiller Zoo dienten insbesondere Märchen- und Sagenwelten als Inspiration. Dabei bleibt aber immer ein Bezug zur Realität erhalten. Beim Album Desiderat (2014) geht es um Sehnsüchte. Das Album „Neurosen blühen“ (2017) behandelt das Unbehagen in der Kultur – dem Nährboden von Neurosen und Ängsten. Das Album „Totentanz“ (2022) beschäftigt sich mit den Dämonen in uns. Mit dem Album „Totentanz“ erreichte die Band Platz 1 der Deutschen Alternative Charts (DAC). Die Texte befassen sich mit menschlichen Grausamkeiten und sind an Gruselgeschichten angelehnt.

## Name
Oberer Totpunkt bezeichnet den höchsten Punkt, den der Kolben während seiner Auf- und Abbewegung im Zylinder einnimmt. Es ist der Zeitpunkt, an dem der Kolben einen Richtungswechsel vornimmt. Der Zündzeitpunkt liegt regelmäßig vor dem Erreichen des OT und wird, um einen guten Wirkungsgrad zu erreichen, bei zunehmender Drehzahl weiter nach vorne verlegt.

## Besetzung
Oberer Totpunkt begann 2006 als Duo mit Bettina Bormann (Gesang) und Michael Krüger (Komposition, Schlagzeug). Live wird Oberer Totpunkt von Sebastian Rack (Gitarre, Bass), Denis Scheither (Keyboard, Bass, Gesang), Christiane Schmidt (Keyboard, Gesang) sowie Dirk Jordan aka DJ [Reaktor-4] unterstützt. Ehemalige Mitglieder sind Stefan Frost (Gitarre), Gunther Laudahn (Gitarre), Tom Wendt (Gitarre), David Nesselhauf (Bass), Puppenformat-C (Performance) und Rolf Bleischwitz (Dance).

## Diskografie

### Studioalben
- 2007: 10 Grad vor OT, (CD, Brainsmash Records) (Wurde 2009 von Danse Macabre wiederveröffentlicht)
- 2009: Erde ruft (CD, Danse Macabre)
- 2010: Stiller Zoo (CD, Danse Macabre)
- 2014: Desiderat (CD, Danse Macabre)
- 2017: Neurosen blühen (CD, Danse Macabre)
- 2022: Totentanz (CD, Danse Macabre)

### Weitere Titel
- 2009: Großstadtalptraum auf dem Sampler Zillo New Signs & Sounds 2009/07-08
- 2009: Morituri auf dem Sampler NegaTief Dark Allianze Vol. 3
- 2012: Langfristig gesehen sind wir alle tot auf dem Sampler Radio Schwarze Welle Vol. 4
- 2013: Illusion (German Version) auf dem Album Whales Don't Cry for Suicide der Band place4tears
- 2015: Rosemarie (Hubert Kah Remix) auf dem Album A Tribute to Hubert Kah